# Geothlypis flavovelata
La golagialla di Altamira (Geothlypis flavovelata Ridgway, 1896) è un uccello della famiglia dei Parulidi originario del Messico orientale.

## Descrizione
Questa specie variopinta diffusa solamente in Messico, lunga circa 12 cm, si distingue soprattutto per il caratteristico piumaggio giallo.
Le regioni superiori e le ali della golagialla di Altamira sono color verde oliva-giallo, mentre la corona e le regioni inferiori sono color giallo brillante. Il maschio presenta una vistosa «maschera» nera che ricopre la faccia, mentre la femmina è priva di maschera, ma ha la faccia gialla con copritrici auricolari oliva. Sia il maschio che la femmina hanno il becco nero e le zampe rosa.
La golagialla di Altamira è simile nell'aspetto alla golagialla comune (Geothlypis trichas). Tuttavia, la golagialla comune ha dimensioni maggiori, e la sua maschera facciale nera è dotata di un bordo grigio.

## Distribuzione e habitat
La golagialla di Altamira vive nel Messico nord-orientale, negli stati di San Luis Potosí e di Veracruz.
Abita le paludi d'acqua dolce dell'entroterra, gli stagni e i canali di irrigazione, in particolare ove siano presenti formazioni di tife (Typha spp.).

## Biologia
Sono disponibili solo poche informazioni sulla biologia della golagialla di Altamira. Tuttavia, essa è probabilmente simile a quella della golagialla comune (Geothlypis trichas), sua parente stretta, che costruisce il nido nel fitto dei canneti o di altra vegetazione, in prossimità dell'acqua. Una femmina di golagialla di Altamira in condizioni riproduttive venne catturata in maggio.
Praticamente nulla sappiamo sulle abitudini riproduttive della golagialla di Altamira, ma, come la golagialla comune, si nutre probabilmente di insetti.

## Conservazione
La perdita dell'habitat è la maggiore minaccia per la sopravvivenza della golagialla di Altamira. Molti laghi e paludi d'acqua dolce del Messico nord-orientale sono stati prosciugati per creare terre da destinare all'allevamento del bestiame e per lo sfruttamento industriale.
Attualmente non sono state prese misure di conservazione per questa specie.
Tra le misure di conservazione proposte figura il maggiore studio delle rimanenti paludi d'acqua dolce situate entro l'areale della golagialla. Successivamente, le aree che essa occupa dovrebbero essere protette. Scoraggiare il prosciugamento delle paludi sui terreni privati, così da impedire un'ulteriore perdita dell'habitat, è un'altra misura che potrebbe aiutare questa specie minacciata.